# سمیه اکعبون
سمیّه اَکَعبون (عربی: سمیة أکعبون‎، متولد ۱۶ فوریه ۱۹۷۴) بازیگر مغربی است.

## اوایل زندگی
سمیّه اَکَعبون در طنجه، مغرب به دنیا آمد و بزرگ شد. مادرش استایلیست و طراح لباس بود، در حالی که پدرش علاقهٔ زیادی به هنر داشت. او خانهٔ دوران کودکی خود را پناهگاهی برای هنرمندان و نیازمندان توصیف کرده است.
در ۱۴سالگی، موریس بژارت، طراح رقص مشهور، او را کشف کرد و از او دعوت کرد تا به گروه رقص خود بپیوندد. اکعبون این پیشنهاد را پذیرفت و روزانه هشت ساعت تمرین کرد؛ دوره‌ای که به گفتهٔ خودش، شادترین زمان زندگی‌اش بود. او سپس به اروپا سفر کرد و در پاریس، سپس اسپانیا و لندن، به اجرای رقص پرداخت.
در طول اقامتش در لندن، او با اجرای چندین نمایش موزیکال، تمرکز خود را بر روی تئاتر گذاشت. اما در سال ۱۹۸۹، آسیب‌دیدگی از ناحیه تاندون آشیل، به حرفهٔ رقص او پایان داد. در همان لندن، آکاابون با ساندرا برنهارد آشنا شد و برنهارد از او دعوت کرد تا در برنامهٔ Up All Night و سپس در نمایش برادوی I'm Still Here...Damn It اجرا کند.

## پیشه
اکعبون در استودیوی Loft در رشتهٔ بازیگری آموزش دید. در سال ۲۰۱۰، او در کنار مت دیمون در فیلم منطقه سبز به ایفای نقش پرداخت. سپس در کمدی رمانتیک Playing for Keeps (۲۰۱۲) و فیلم زندگینامه‌ای لاولیس (۲۰۱۳) ظاهر شد.
بین سال‌های ۲۰۱۵ و ۲۰۱۶، آکاابون در سریال محبوب «وادی» به کارگردانی یاسین فرحانه، نقش فطومه را بازی کرد.شخصیت او زنی بورژوا بود که در برابر بی‌عدالتی ایستادگی می‌کرد.این سریال در هر قسمت حدود ۷ میلیون بازدید داشت. در سال ۲۰۱۹، او در سریال جاسوسی (به انگلیسی: The Spy) در نقش مارسل ظاهر شد.
اکعبون در سال ۱۹۹۹ با پیتر راجر، تهیه‌کنندهٔ فیلم، آشنا شد. این زوج پس از ازدواج، صاحب پسری به نام جاز شدند.او همچنین نامادری الیوت راجر، عامل قتل‌های ایسلا ویستا در سال ۲۰۱۴ بود.رابطهٔ او با الیوت پرتنش بود، و الیوت حتی قصد داشت کمی پیش از قتل‌ها، او را بکشد. اکعبون در اواخر سال ۲۰۱۴ به مغرب بازگشت.
او به چهار زبان فرانسوی، عربی، انگلیسی و اسپانیایی مسلط است.

## فیلم‌شناسی
فیلم‌ها
- 1987: Dernier été à Tanger
- ۱۹۹۹: تواریخ مراکش
- ۱۹۹۹: استر
- 2010: When the Voices Fade (فیلم کوتاه): لیلا
- ۲۰۱۰: منطقه سبز: صنعا
- ۲۰۱۲: بازی برای Keeps: Aracelli
- ۲۰۱۳: لاولیس
- ۲۰۱۳: جین
- ۲۰۱۷: باد را بگیر: مادام ساینی
- ۲۰۱۷: به دنبال اوم کلثوم

تلویزیون
- 2013: Les Vraies Housewives
- 2015–2016: Waadi: Fettouma
- 2017–2018: Rdat L'walida: Faty Kenani
- 2019: EZZAIMA
- ۲۰۱۹: جاسوس: مارسل
- ۲۰۲۰: باب البهار: زینب